# Brighella

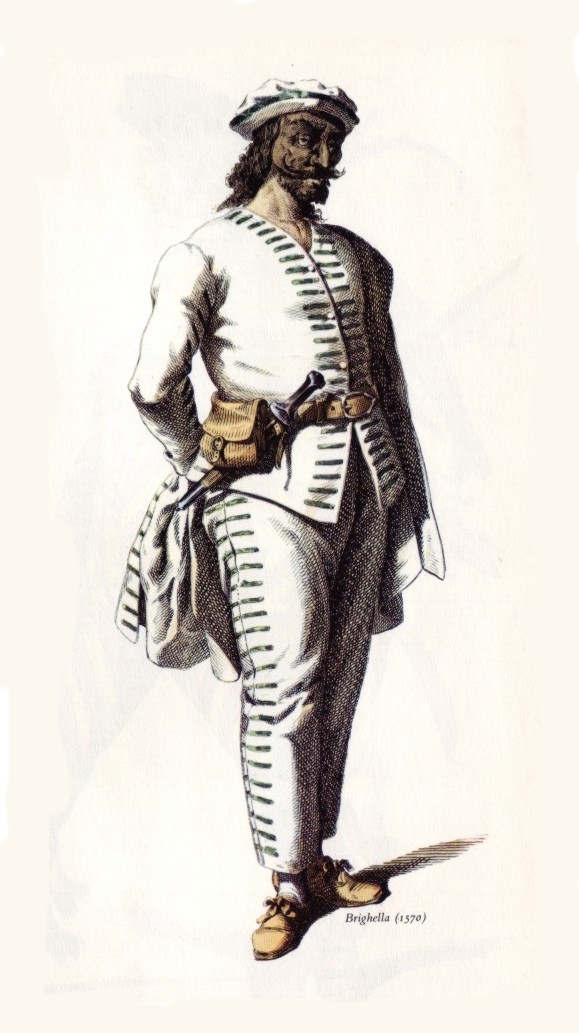
Brighella. Figurine von Maurice Sand

Brighella (abgeleitet vom italienischen Wort briga für „Mühe, Streit“) ist eine Figur aus der italienischen Commedia dell’arte und gehört mit Arlecchino zu den Zanni, den Dienerfiguren. Gemeinsam mit diesem treibt er die Intrige voran, wobei Brighella als der geschicktere der Diener dargestellt wird.
Zunächst in bäuerlicher Tracht auftretend, aber schon da „Bauernschläue“ zeigend, wandelte er sich zur Dienerfigur in Livreé, oft auch noch mit einer Gitarre. Er ist verschlagen, auf seinen Vorteil bedacht, auch materiell. Daher trägt er wie Pantalone oft einen Geldbeutel am Gürtel, aber auch ein Messer oder einen Dolch. Im Gegensatz zu Arlecchino ist er zu akrobatischen Kunststücken fähig und diesem zumeist auch intellektuell überlegen, wenn es darum geht, seinem jeweiligen Herren, Pantalone oder dem Dottore, eines auszuwischen. Daher ist er der erste der Zanni. Andere Namen sind Scapino (siehe den Scapin in Molières Scapins Streiche), Mezzetino, Flautino, Paquariello, Coviello und Fagottino.
Nach Karl Riha ist diese Maske seit 1571 nachgewiesen, sie überlebte aber das Ende der Commedia dell’arte nicht, im Gegensatz etwa zu der des Arlecchino, die sich bis zum Clown entwickelte, und der des Pagliaccio, dem Vorgänger des Pierrot.